# محطة قطار مانشستر أكسفورد رود
محطة سكة حديد مانشستر أكسفورد رود (بالإنجليزية: Manchester Oxford Road railway station)‏‏ هي محطة قطار في مانشستر ‏ في المملكة المتحدة، تُشغلها قطارات إيست ميدلاند. افتُتحت هذه المحطة في 1849، ويبلغ عدد مسارات أرصفتها 5.

## معرض صور

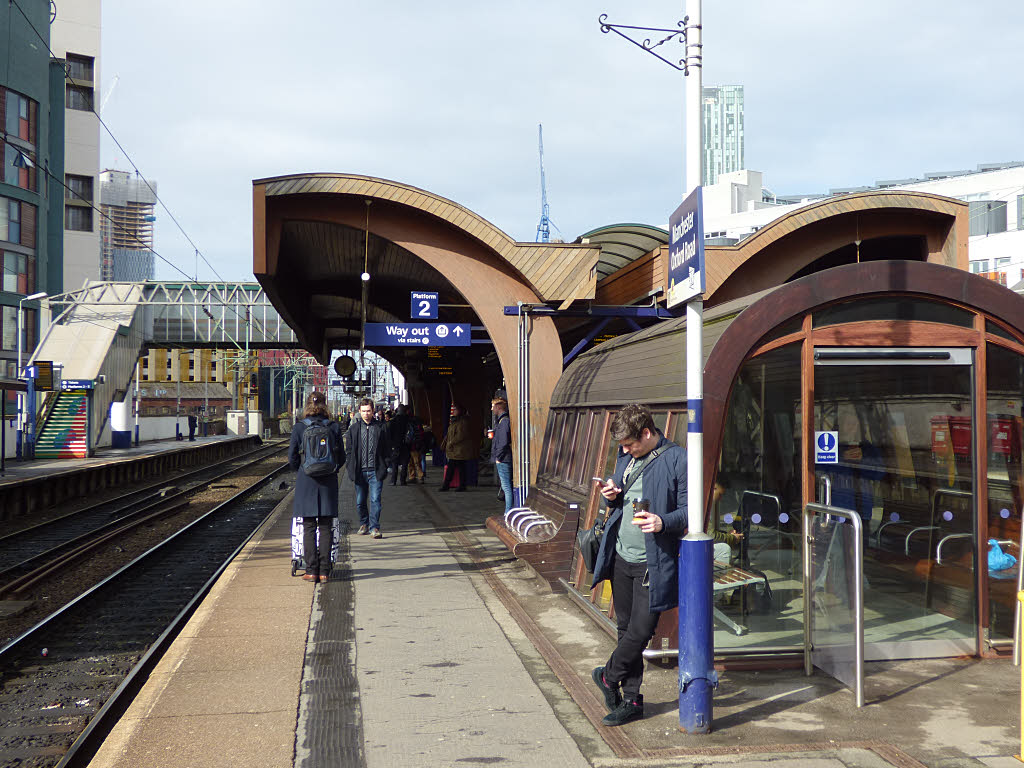
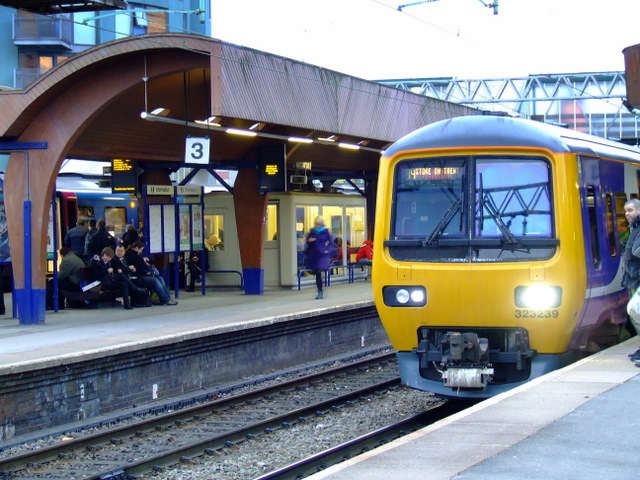
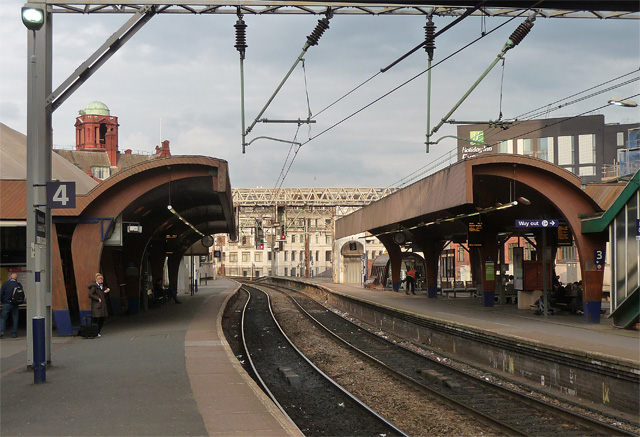
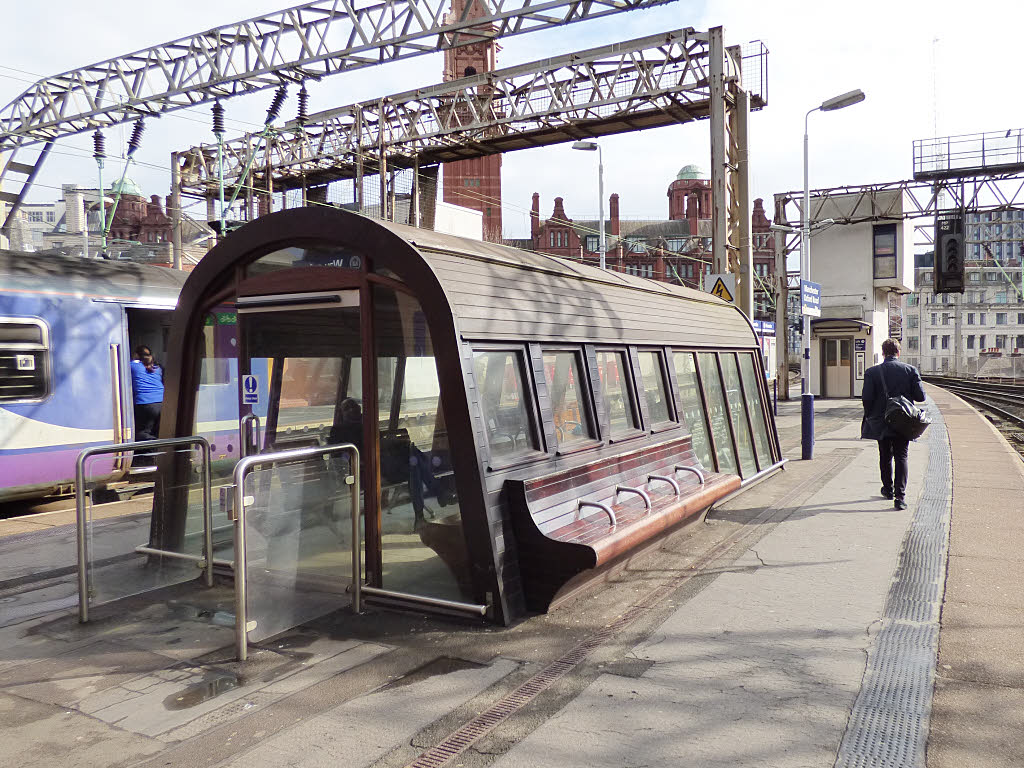